# Mary Donohue
Mary O’Connor Donohue (* 22. März 1947 in Troy, New York) ist eine US-amerikanische Politikerin und Juristin. Zwischen 1999 und 2006 war sie Vizegouverneurin des Bundesstaates New York.

## Werdegang
Mary O’Connor, so ihr Geburtsname, besuchte das College of New Rochelle und das Russell Sage College in ihrer Heimatstadt Troy. Einige Zeit unterrichtete sie als Lehrerin. Nach einem Jurastudium an der Albany Law School und ihrer 1983 erfolgten Zulassung als Rechtsanwältin begann sie in diesem Beruf zu arbeiten. Während ihres Studiums arbeitete sie auch im Stab von Staatssenator Joseph Bruno. In den 1990er Jahren fungierte sie als Bezirksstaatsanwältin im Rensselaer County. Zwischen 1996 und 1998 war sie Richterin am New York Supreme Court. Politisch schloss sie sich der Republikanischen Partei an.
1998 wurde Donohue an der Seite von George Pataki zur Vizegouverneurin von New York gewählt. Dieses Amt bekleidete sie nach einer Wiederwahl zwischen 1999 und 2006. Dabei war sie Stellvertreterin des Gouverneurs und Vorsitzende des Staatssenats. Außerdem wurde sie vom Gouverneur mit der Aufgabe betraut, Vorschläge zur Beendigung von Gewalt an Schulen zu unterbreiten. Überdies war sie Mitglied verschiedener Regierungsgremien und Kommissionen. Im Jahr 2006 war sie als Kandidatin für die Gouverneurswahl im Gespräch. Sie erklärte jedoch ihren Verzicht auf eine solche Kandidatur. Nach dem Ende ihrer Zeit als Vizegouverneurin scheiterte eine Nominierung zur Bundesrichterin an der Zustimmung des US-Senats. Stattdessen wurde sie Richterin am New York Court of Claims. Dieses Amt bekleidete sie zwischen 2006 und ihrem Rücktritt im Jahr 2009. Seither lebt sie im Ruhestand.